# Salt Lake Tabernacle

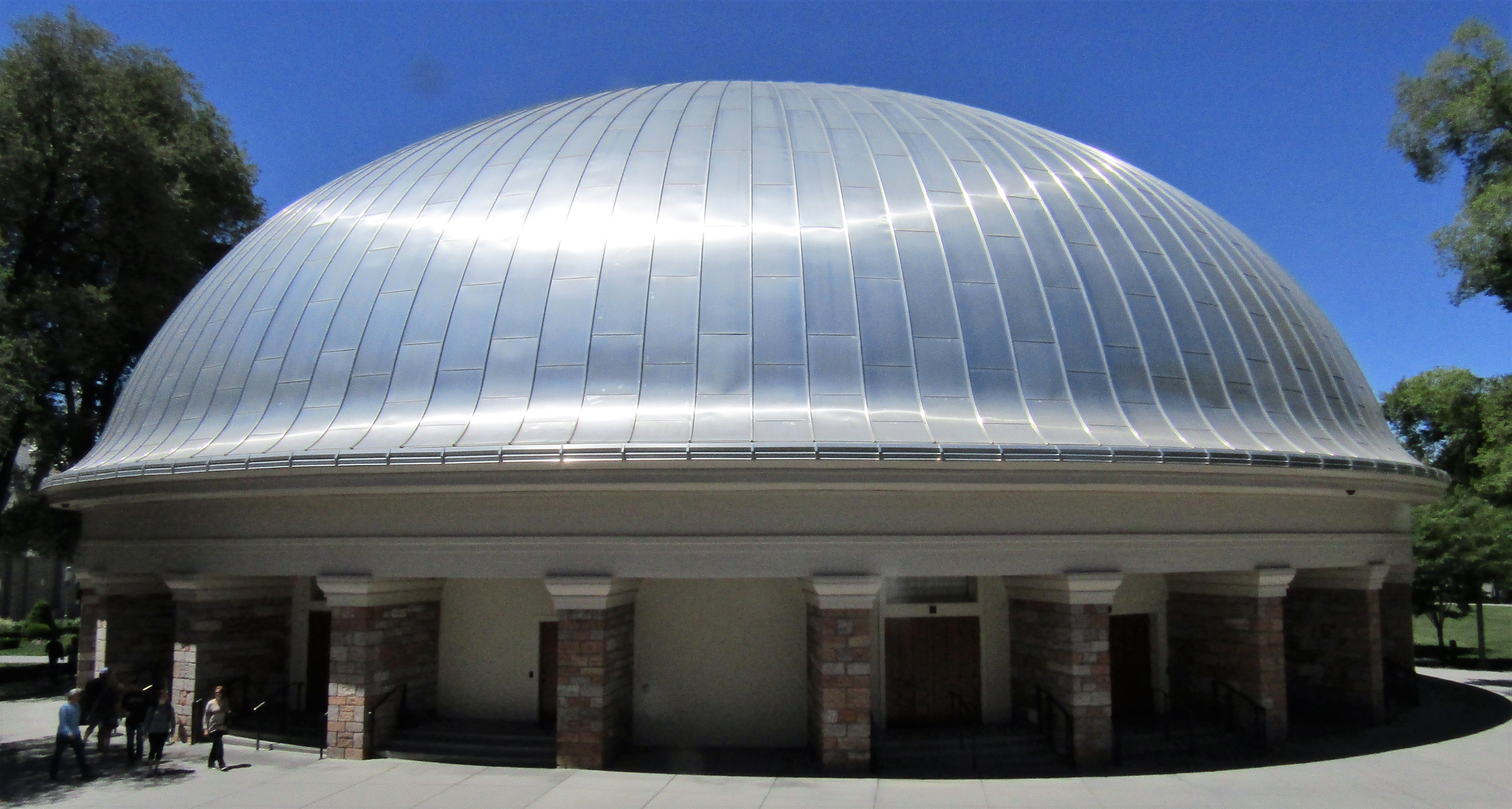

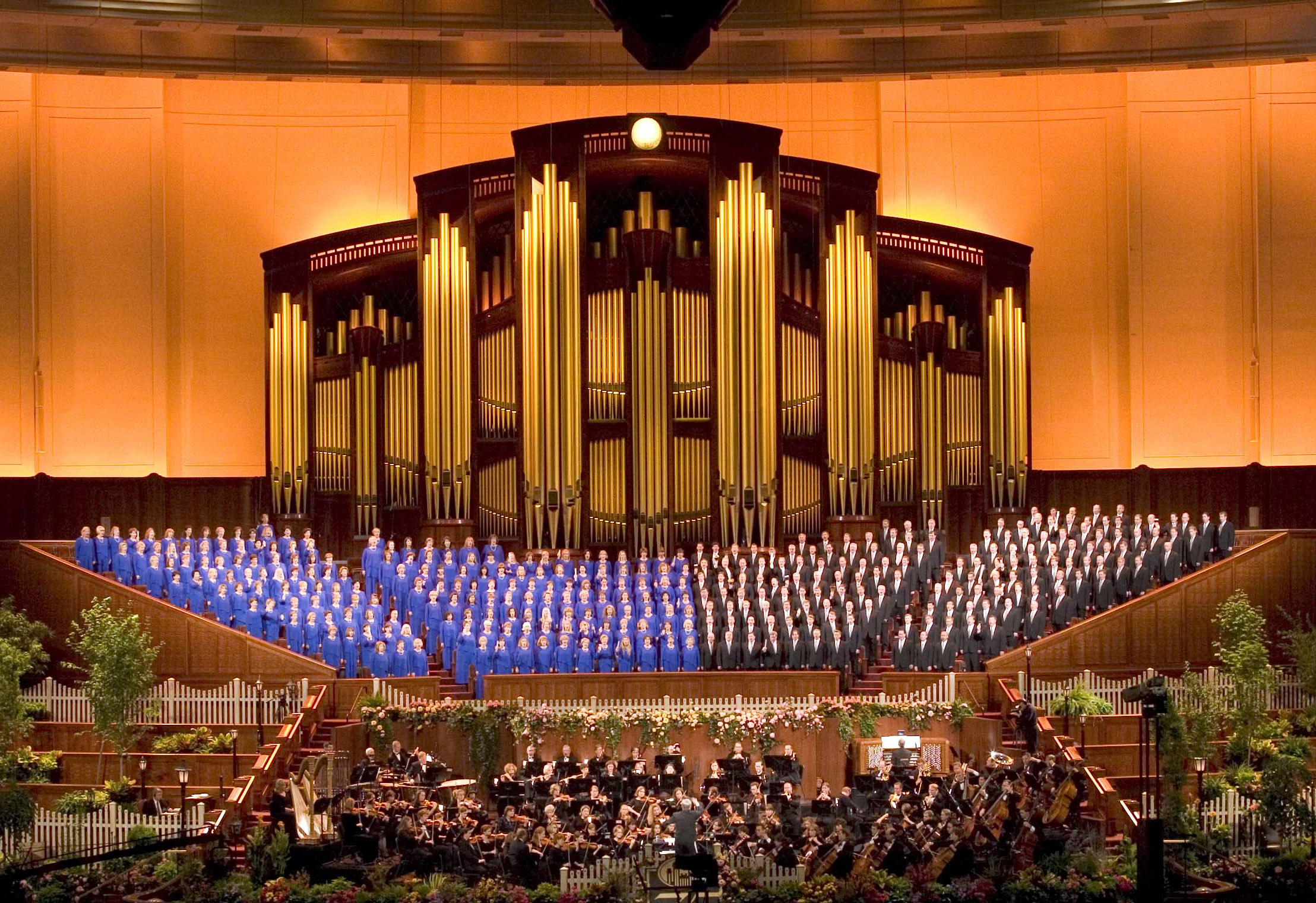

Salt Lake Tabernacle (nebo také Mormon Tabernacle) je budova nacházející se v západní části Temple Square v Salt Lake City v americkém státu Utah. Stavba budovy probíhala v letech 1864–1867 a ve své době byla považována za architektonický zázrak. Střecha ve tvaru želvy se klene nad auditoriem, které je 76 metrů dlouhé a 46 metrů široké. Záměrem architekta bylo postavit velkou shromažďovací místnost tak, aby nikomu nezacláněl ve výhledu žádný sloup. Na pískovcovém základu kopuli z elastické sponové konstrukce podepírá na obvodu čtyřicet čtyři pilířů. Před rekonstrukcí v letech 2005–2007 se celková kapacita sálu pohybovala kolem 7000 míst (sborový prostor a balkon), po rekonstrukci se kapacita snížila. Ačkoli se vnitřní vybavení sálu jeví jako mramorové (galerie) či kovové (varhany), jedná se o natřené dřevo. Varhany byly několikrát přestavovány – mají 10 746 píšťal a 6 klaviatur.

## Účel stavby
Do roku 2000 sloužila budova jako konferenční centrum církve, nyní slouží jako koncertní sál a sídlo světově známého Mormonského chrámového sboru. Stavba má pověst akusticky nejdokonalejšího prostoru na světě; je obvyklé, že místní průvodci předvádějí akustické vlastnosti Tabernaclu tak, že je slyšet i pád špendlíku z kazatelny.
Z kazatelny Tabernacle promluvilo i dvanáct prezidentů USA: Theodor Roosevelt (1903), William Howard Taft (1909 a 1911), Woodrow Wilson (1919), Warren G. Harding (1923), Franklin D. Roosevelt (1932, tehdejší guvernér New Yorku), Herbert Hoover (1932), Harry S. Truman (1948), Dwight D. Eisenhower (1952), John F. Kennedy (1963), Lyndon B. Johnson (1964), Richard Nixon (1970) a Jimmy Carter (1978).